# 유애리
유애리(劉愛利, 1958년 9월 15일 ~ ) KBS의 아나운서였다. 2018년에 정년 퇴임했다.

## 학력
- 숙명여자고등학교 졸업
- 건국대학교 영어영문학과 학사

## 경력
- 1981년 : KBS 8기 공채 아나운서
- 1995년 : KBS전주방송총국 편성제작국 아나운서부 부장
- 1998년 : KBS 여성협회 회장
- 2010년 : KBS 아나운서실 한국어연구부 부장
- 2014년 : KBS제주방송총국 총국장
- 2014년 ~ 2015년 : KBS 편성본부 아나운서실장
- 2016년 ~ 2018년 2월 : KBS 편성본부 아나운서 부주간(국장)
- 공영언론 미래비전 100년 위원회 집행위원
- 건국대학교 언론홍보대학원 방송통신융합학과 초빙교수
- 방송통신심의위원회 방송언어특별위원

## TV 방송
| 연도        | 방송사   | 제목                    | 담당     | 비고                                                             |
| ----------- | -------- | ----------------------- | -------- | ---------------------------------------------------------------- |
| 1982        | KBS1     | 가정요리                | 진행     |                                                                  |
| 1983        | KBS2     | 무엇이든 물어보세요     | 진행     | 1984년 4월 9일 ~ 8월 10일                                        |
| 1999        | KBS1     | 도전! 골든벨            | 임시진행 | 29회(<접속! 신세대 코너> 38회) 1999년 7월 23일 경남 마산제일여고 |
| 2000        | KBS위성2 | KBS 월드뉴스            | 진행     |                                                                  |
| 2001        | KBS1     | 한국의 미               |          |                                                                  |
| 2001        | KBS1     | KBS 뉴스(주말 오후 5시) |          |                                                                  |
| 2009        | KBS1     | KBS 뉴스네트워크        | 임시진행 | 7월 22일 임시진행                                                |
| 2011        | KBS2     | KBS 아침뉴스타임        | 임시진행 | 12월 19일 임시진행                                               |
| 2011 ~ 2014 | KBS1     | KBS 뉴스 옴부즈맨       | 진행     | 2011년 11월 27일 ~ 2014년 4월 27일 마지막주 진행                 |
| 2017 ~ 2018 | KBS1     | KBS 뉴스광장            | 임시진행 | 파업으로 인한 임시 진행                                          |
| 2017 ~ 2018 | KBS1     | 시니어토크쇼 황금연못   | 임시진행 | 2017년 9월 2일 ~ 2018년 1월 27일(파업으로 인한 임시 진행)        |

## 라디오 방송
| 연도        | 방송사      | 제목            | 담당           | 비고 |
| ----------- | ----------- | --------------- | -------------- | ---- |
| 2003 ~ 2008 | KBS 1라디오 | 라디오 24시     | 진행           |      |
| 2005 ~ 2014 | KBS 3라디오 | 명사들의 책읽기 | 진행           |      |
| 2008 ~ 2010 | KBS 1라디오 | 집중인터뷰      | 진행           |      |
| 2010 ~ 2011 | KBS 1라디오 | 라디오 정보센터 | 진행           |      |
| 2011 ~ 2013 | KBS 1라디오 | 생방송 오늘     | 진행           |      |
| 2013 ~ 2014 | KBS 3라디오 | 내일은 푸른하늘 | 월~토요일 진행 |      |
| 2014        | KBS 3라디오 | 건강 365        | 월~토요일 진행 |      |
| 2015 ~ 2016 | KBS 1라디오 | 바른말 고운말   | 진행           |      |

## 수상
- 2000년 여성특별위원회 국무총리 표창 수상
- 2009년 제36회 한국방송대상 개인상부문 아나운서상 수상
- 2010년 문화포장 수상